# V"jačeslav Petrov
V"jačeslav Stanislavovyč Petrov (in ucraino В'ячеслав Станіславович Петров?; Novomyrhorod, 13 agosto 1994) è un cestista ucraino.

## Palmarès
- Campionato ucraino: 3

Chimik Južnyj: 2014-2015, 2015-2016
Prometey: 2020-2021
- Coppa d'Ucraina: 1

Chimik Južnyj: 2016
- Lega Lettone-Estone: 1

Prometej: 2022-2023